# 兴业矿业
内蒙古兴业银锡矿业股份有限公司 （深交所：000426，简称：兴业银锡）是中国深圳证券交易所的一家上市公司，主营业务范围为有色金属矿采选业。
2011年，该公司主营业务收入为381957236.68元，公司净利润为187398491.18元，公司总资产为3140844173.52元。
2008年内蒙古兴业集团股份有限公司借殼上市，收購了赤峰富龙热电股份有限公司。